# Вентотенски манифест
Вентотенски манифест (итал. Manifesto di Ventotene), званично назван За слободну и уједињену Европу. Нацрт манифеста (Per un'Europa libera e unita. Progetto d'un manifesto), политичка је изјава коју су написали Алтијеро Спинели, Ернесто Роси и Еуђенио Колорни, док су били затворени на италијанском острву Санто Стефано на острву Вентотене током Другог светског рата. 
Завршен у јуну 1941, манифест је циркулисао у оквиру италијанског покрета отпора и убрзо је постао програм Movimento Federalista Europeo, покрет који је позивао на социјалистичку федерацију Европе и света. У тексту су европски федерализам и светски федерализам представљени као начин спречавања будућих ратова. Вајсијер примећује да се манифест широко сматра рођењем европског федерализма. Спинели, који је касније изабран у Европски парламент на листама Комунистичке партије Италије, постао је лидер федералистичког покрета због свог примарног ауторства Манифеста и његовог послератног залагања. Манифест је позвао на раскид са прошлошћу Европе како би се формирао нови политички систем кроз реструктурирање политике и опсежне друштвене реформе. Представљен је не као идеал, већ као најбоља опција за послератно стање Европе.

## Главни текст
Кључни предлог Вентотенског манифеста био је федерална европска република. Када се ово успостави, чекало би се на могућност светског федерализма.
Манифест је критиковао „капиталистички империјализам који је наша сопствена генерација видела да се шири до тачке формирања тоталитарних држава и до покретања светских ратова“. Нанишанио је Лигу народа која је описана као бескорисна и „чак штетна“. Лига није имала војну снагу и стога није могла да намеће своје одлуке.
Најважнија тврдња била је:
„Линија поделе између прогресивних и реакционарних партија више не прати формалну линију веће или мање демократије, или мањег или већег социјализма који треба да се успостави, већ подела пада на линију, веома нову и суштинску, која раздваја чланове партије у две групе. Прву чине они који суштинску сврху и циљ борбе схватају као ону античку, политичку, иако националну игру, која је политичка власт, то јест у руке реакционарних снага, пуштајући ужарену лаву народних страсти у старе калупе, и тако допуштајући да се поново појаве стари апсурди, они који виде стварање чврсте међународне државе као главни циљ, они ће, освојивши националну моћ, то користити пре свега као интернационални инструмент".

### Социјализам и комунизам
У документу је декларисано да „европска револуција мора бити социјалистичка, односно да за циљ мора да има еманципацију радничке класе и остваривање за њих хуманијих услова живота“. Међутим, супротставила се „доктринарним“ формулацијама транзиције ка социјализму и рекла „приватна својина мора бити укинута, ограничена, коригована, проширена: инстанцу по инстанцу, али не догматски по принципу“.
Похвалио је комунисте што су најефикасније организовани међу политичким групацијама, али је рекао да имају недостатака у томе што су имали „зависност од руске државе“ и поседовали секташку природу која их је спречавала да раде са другима, што може да ослаби „збир прогресивних снага“. Покрет треба да критикује „старе, политичке изјаве“ док зна како да сарађује са другим групама, а да не буде „ухваћен у замку било које од ових политичких пракси“.

## Издања
- Il Manifesto di Ventotene / The Ventotene Manifesto, Altiero Spinelli and Ernesto Rossi, preface by Eugenio Colorni. Foreword by Laura Boldrini, introductions by Lucio Levi and Pier Virgilio Dastoli. Editrice Ultima spiaggia[мртва веза], book series "Sand Grains" by Nicola Vallinoto, July 2016. [Bilingual edition Italian and English]